# بريان ويست
بريان ويست (بالإنجليزية: Bryan West)‏ هو لاعب اتحاد الرغبي بريطاني، ولد في 7 يونيو 1948 في نورثامبتون في المملكة المتحدة.